# 班傑明康斯坦 (亞馬遜州)

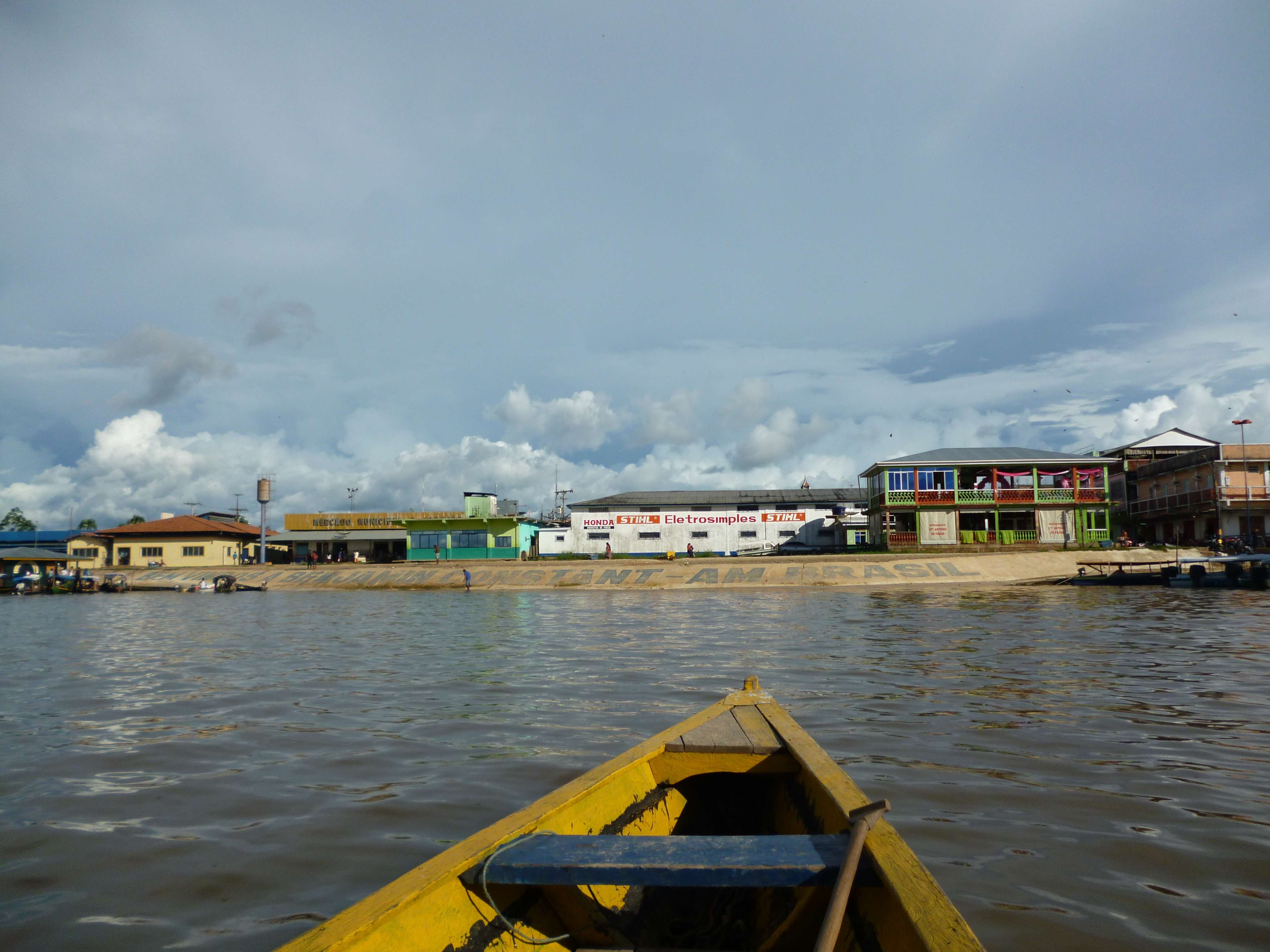
班傑明康斯坦

04°22′58″S 70°01′51″W / 4.38278°S 70.03083°W
班傑明康斯坦（葡萄牙語：Benjamin Constant）是巴西的城鎮，位於該國北部，由亞馬遜州負責管轄，始建於1898年1月29日，面積8,793平方公里，2014年人口38,533，人口密度每平方公里4.38人。